# ميتوبرولول
ميتوبرولول (بالإنجليزية: Metoprolol)‏ هو حاصر بيتا-1 انتقائي، يستخدم في علاج فرط ضغط الدم والذبحة الصدرية وعدد من الأمراض التي يصاحبها تسرع القلب. كما يستخدم في الوقاية من المضاعفات المحتملة لبعض الأمراض مثل انسداد العضلة القلبية والوقاية من أعراض الصداع في حالات الصداع النصفي.
يتوفر ميتوبرولول بأشكال دوائية مختلفة منها الفموي ومنها الوريدي. ويؤخذ بجرعات مختلفة حسب الاستخدام، وغالبا ما يؤخذ الدواء مرتين في اليوم. وتم تحضير الميتوبرولول في صيغة مستحضرات ذات تأثير طويل الأمد تؤخذ مرة واحدة يومياً. ويتوفر بمستحضرات مع هيدروكلورثيازيد في قرص واحد.
وتشمل الآثار الجانبية الأكثر شيوعاً للميتوبرولول : اضطرابات النوم، والشعور بالتعب، والشعور بالإغماء، وألم في البطن. الجرعات الكبيرة قد تسبب سمية خطيرة. لم يتم الحكم على المخاطر أثناء فترة الحمل بعد . ويبدو أنها آمنة في فترة الرضاعة الطبيعية. يتطلب أخذ الميتوبرولول حيطة  أكبر في الاستخدام مع الذين يعانون من مشاكل في الكبد أو الربو. وإذا تم توقيف العلاج ينبغي أن يتم ذلك ببطء لتقليل خطر حدوث المزيد من المشاكل الصحية.
ميتوبرولول متوفر عالميا منذ عام 1969. وهو أحد الأدوية المدرجة في قائمة منظمة الصحة العالمية للأدوية الأساسية. وهو متاح على أنه دواء أصيل. في عام 2013، كان الميتوبرولول في قائمة الأكثر19 دواء الموصوفة في الولايات المتحدة.

## الاستخدامات الطبية
يستخدم الميتوبرولول لعدد من الحالات، بما في ذلك ارتفاع ضغط الدم والذبحة الصدرية واحتشاء عضلة القلب الحاد، عدم انتظام دقات القلب فوق البطيني، تسارع القلب البطيني، وفشل القلب الاحتقاني، والوقاية من الصداع النصفي.
- علاج قصور القلب [11]
- الهجمات الوعائية المبهمية[12][12]
- مساعد في علاج فرط نشاط الغدة الدرقية[13]
- متلازمة كيو تي الطويلة، وخاصة لمرضى الربو، لأن الميتوبرولول دواء مضاد انتقائي لمستقبلات β1 فيميل لتدخل أقل مع أدوية الربو، والتي غالباً ما تكون أدوية محفزة لمستقبلات β2-الأدرينالية
- الوقاية من الانتكاس والعودة إلى الرجفان الأذيني (المستحضرات ذات التأثير المحكم به، وذات التأثير طويل الأمد) [14]

لأن الميتوبرولول دواء مضاد انتقائي لمستقبلات β1 يتم وصفه أيضا للسيطرة على قلق الأداء، اضطراب القلق الاجتماعي، واضطرابات القلق الأخرى.

## الآثار السلبية
الآثار الجانبية، وخاصة مع الجرعات الكبيرة، تشمل : الدوخة، والخمول، التعب، والإسهال، والأحلام غير الاعتيادية، والترنح، واضطرابات النوم، والاكتئاب، ومشاكل في الرؤية. ويمكن أيضاً أن يقلل من تدفق الدم لليدين والقدمين، مما يعطي شعوراً بالخدر والبرودة (التدخين قد تؤدي إلى تفاقم هذا الأثر). نظراً لطبيعة مضادات مستقبلات β1 الدهنية أمثال بروبرانولول والميتوبرولول فإن لديها قدرة اختراق عالية عبر حاجز الدم في الدماغ أكثر بكثير من غيرها من مضادات مستقبلات β1 الأقل دهنية وبالتالي لديها قدرة أكبر أن تسبب اضطرابات في النوم مثل الأرق وأحلام اليقظة والكوابيس .
الآثار الجانبية الخطيرة التي ينصح بالإبلاغ عنها فوراً تشمل : أعراض تباطؤ ضربات القلب (معدل ضربات القلب أبطأ من 60 نبضة في الدقيقة)، استمرار كل من : الدوخة، والإغماء والتعب غير الاعتيادي، وإزرقاق أصابع اليدين والقدمين، وخدر / وخز / تورم اليدين أو القدمين، والعجز الجنسي، ضعف الانتصاب (الضعف الجنسي)، وفقدان الشعر، والتغيرات النفسية / المزاج، والاكتئاب، وصعوبة في التنفس، والسعال، والارتفاع في نسبة الدهون في الدم، وزيادة العطش. وهناك أعراض أخرى مستبعدة الحدوث جدا مثل : الكدمات أو النزيف والتهاب الحلق أو الحمى الدائمة، واصفرار الجلد أو العينين، وآلام في المعدة والبول الداكن، والغثيان المستمر. أعراض الحساسية من الدواء تشمل : الطفح الجلدي (شرب الكحول قد تؤدي إلى تفاقم هذا الأثر) والحكة والتورم، والدوخة الشديدة.

### الاستخدام بحذر
الميتوبرولول قد يفاقم أعراض قصور القلب عند بعض المرضى الذين يواجهون : ألم في الصدر أو عدم الراحة، عروق الرقبة المتوسعة، والتعب الشديد، عدم انتظام التنفس وضيقه، عدم انتظام ضربات القلب، تورم في الوجه والأصابع والقدمين، أو الساقين، وزيادة الوزن، أو الصفير.
هذا الدواء قد يسبب تغيرات في مستويات السكر في الدم أو قد يغطي على علامات انخفاض السكر في الدم، مثل علامة معدل النبض السريع. كما قد يقلل من تركيز بعض الناس مما يجعل استخدام الآلات خطراً بالنسبة لهم.

### الجرعة الزائدة
الجرعات المفرطة من الميتوبرولول يمكن أن تسبب انخفاض ضغط الدم الشديد، تباطؤ القلب، الحُماض الأيضي، ونوبات الصرع، توقف القلب والتنفس. يمكن قياس تراكيز الدم أو البلازما للتأكد من تشخيص الجرعة الزائدة أو التسمم للمرضى في المستشفيات أو للتحقق من سبب الوفاة في الطب الشرعي. مستويات الدواء في البلازما عادة ما تكون أقل من 200 ميكروغرام / لتر خلال الفترة العلاجية، ولكن يمكن أن تتراوح 1-20 ملغم / لتر لمرضى الجرعة زائدة.

## الحمل والرضاعة
يصنف الدواء في فترة الحمل من الفئة C في الولايات المتحدة والفئة C في أستراليا، وهذا يعني أن الضرر ممكن أن يحدث.

## الخصائص الفيزيائية
لدى الميتوبرولول نقطة انصهار منخفضة جداً، طرطرات [الإنجليزية] (tartrate) نحو 120 درجة مئوية (248 درجة فهرنهايت)، و سكسينات (succinate) حوالي 136 درجة مئوية (277 درجة فهرنهايت ). ولهذا السبب، يتم تصنيع الميتوبرولول دائماً في محلول أساسه ملحي، لأن الأدوية ذات نقطة انصهار منخفضة من الصعب العمل معها في بيئة التصنيع. توجد القاعدة الحرة [الإنجليزية] على شكل مادة بيضاء شمعية صلبة، وملح الtartarate على شكل مادة بلورية دقيقة.
تصنع المادة الفعالة (الميتوبرولول) إما على شكل : الميتوبرولول سكسينات أو الميتوبرولول طرطرات [الإنجليزية] (حيث أن100 ملغ من الميتوبرولول طرطرات تكافئ 95 ملغ من الميتوبرولول سكسينات). وطرطرات هي الصيغة سريعة التأثير وسكسينات هي صيغة ذات تأثير بعيد المدى.

## الأيض
يخضع الميتوبرولول لإضافة مجموعة ألفا هيدروكسيل وO- نزع الميثيل باعتبار أن عمليات الأيض الأساسية للدواء تتم بواسطة إنزيم الكبد السيتوكروم CYP2D6  ونسبة مئوية صغيرة من قبل الإنزيم CYP3A4.

## علم الأدوية
- يعتبر الميتوبرولول دواءً انتقائياً
- متوسط في دهنيته
- ليس له نشاط ودي جوهري
- مع ضعف قدرته على منح الاستقرار للغشاء
- متوسط عمر قصير( لذلك يجب أن تؤخذ مرتين على الأقل يومياً أو تؤخذ الصيغة ذات التأثير طويل المدى)
- يقلل معدل ضربات القلب، والانقباضات، والنتاج القلبي، وبالتالي يقل ضغط الدم
- يحول عن طريق الأيض في الكبد لنواتج غير نشطة .

## الأسماء التجارية
يتم تسويقه تحت اسم العلامة التجارية Lopressor من قبل شركة نوفارتيس، وToprol-XL (في الولايات المتحدة)؛ Selokeen (في هولندا)؛ و Minax من قبل شركة Alphapharm [الإنجليزية] وMetrol من قبل شركة أروو (في أستراليا)، وBetaloc من قبل شركة استرا زينيكا، و Bloxan من قبل شركة كركا [الإنجليزية] (في سلوفينيا)، و Neobloc من قبل شركة Unipharm (في فلسطين)، وPresolol من قبل شركة هيموفارم (في صربيا)، وCorvitol بواسطة برلين كيمي AG (في ألمانيا). في الهند يتوفر هذا الدواء تحت أسماء تجارية اجتمع Met-XL ، Metolar، Starpress، وRestopress. وهناك عدد من المنتجات الجنيسة المتاحة، كذلك.

## الكيمياء المجسمة
ميتوبرولول يحتوي على ستيريوسنتر ويتكون من اثنين إنانتيوميرس. هذا هو راسيمات، أي خليط 1: 1 من (R) - و (S) -شكل:
| إنانتيوميرس من الميتوبرولول | إنانتيوميرس من الميتوبرولول |
| --------------------------- | --------------------------- |
| CAS-Nummer: 81024-43-3      | CAS-Nummer: 81024-42-2      |